# Johann Heinrich Leonhardi
Johann Heinrich Leonhardi (* 20. März 1646 in Gotha; † 22. Mai 1714 in Eisenach) war ein fürstlich-sachsen-eisenachischer Geheimer Rat und Regierungspräsident.

## Leben und Wirken
Leonhardi trat in den Dienst der sächsischen Wettiner am Hof von Sachsen-Eisenach und stieg bis zum Geheimen Rat und Regierungspräsidenten des Herzogs von Sachsen-Eisenach auf. Verheiratet war er mit Barbara Elisabeth, der Tochter des Sachsen-Merseburger Kammerdirektors Johann Wilhelm Reinhardt, deren Vater die Rittergüter Neukirchen, Webau und Ottenhausen besaß. Sie brachte ein entsprechendes Vermögen mit in die Ehe.
Als Leonhardi 1714 starb, hielt der Generalsuperintendent Johann Christoph Zerbst die Leichenpredigt, die in Druck erschien.